# Ptiloris paradiseus
L'uccello fucile del paradiso (Ptiloris paradiseus Swainson, 1825) è un uccello passeriforme della famiglia Paradisaeidae.

## Descrizione

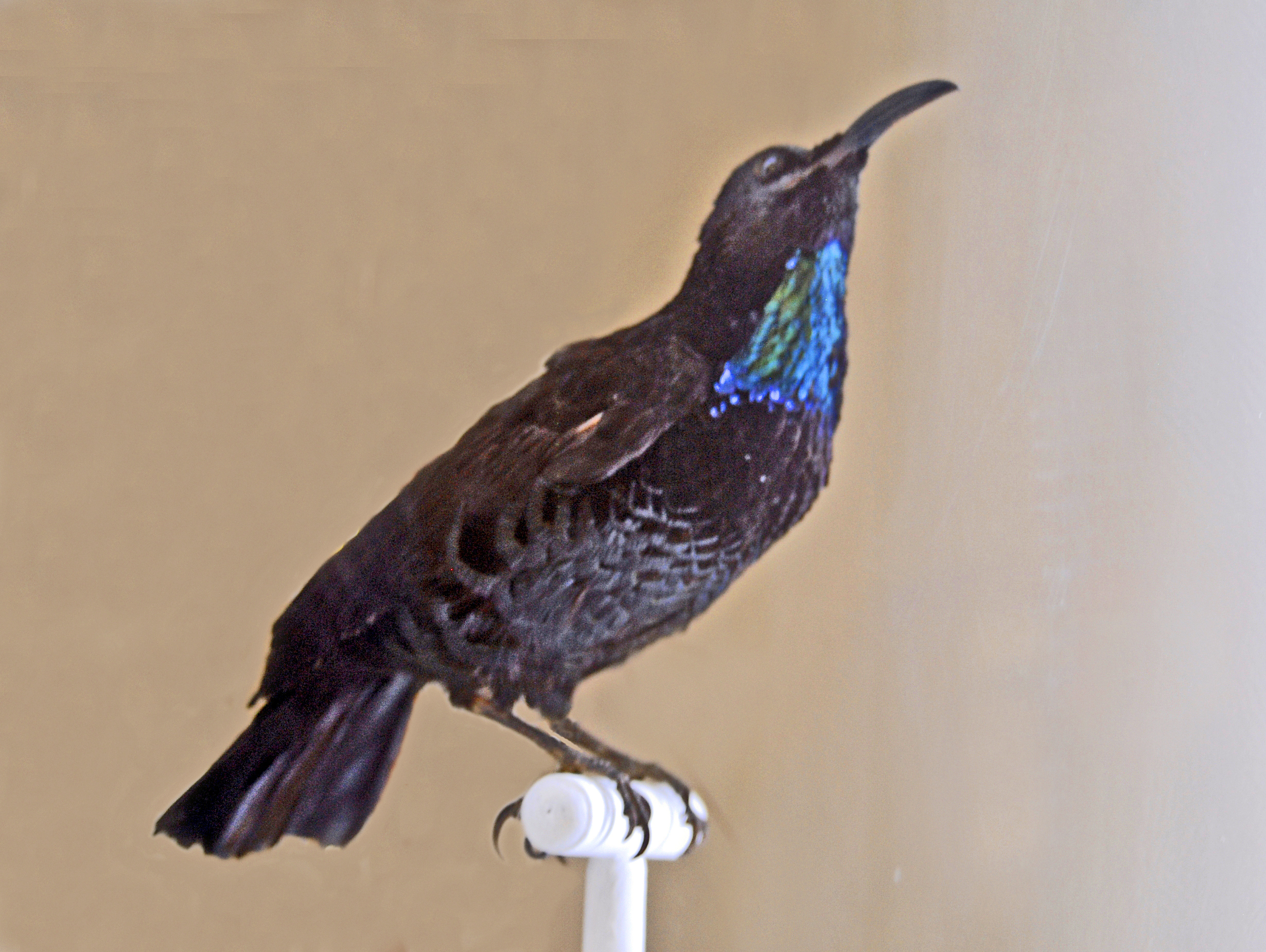
Maschio impagliato.

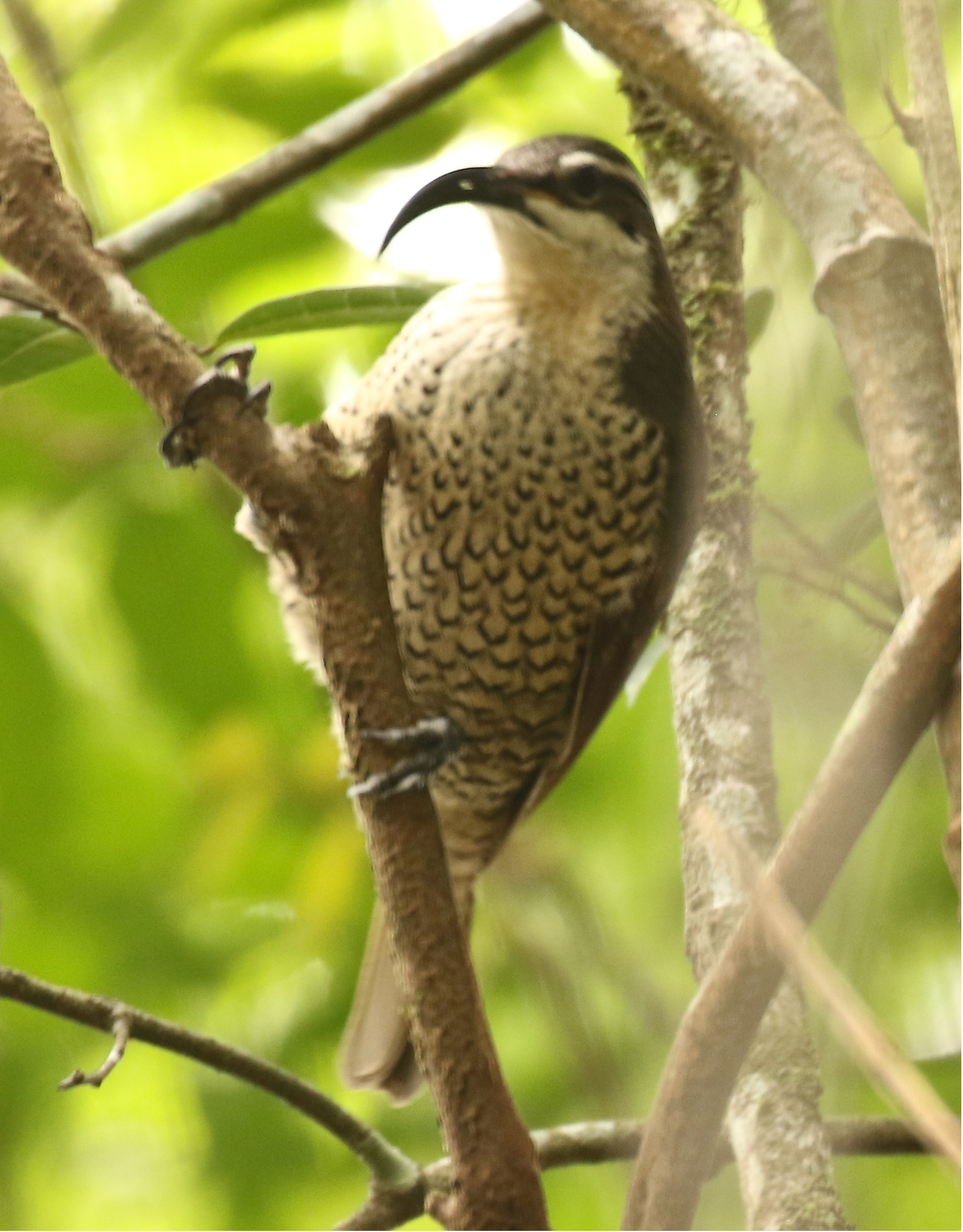
Esemplare femmina.

### Dimensioni
Misura 29-30 cm di lunghezza, per 86-155 g di peso: a parità d'età, i maschi sono leggermente più grossi rispetto alle femmine ed arrivano a pesare anche il doppio.

### Aspetto
L'uccello fucile del paradiso può ricordare a prima vista un merlo dal becco ricurvo o una grossa nettarinia.

Come nella stragrande maggioranza degli uccelli del paradiso, anche in questa specie è presente un evidente dicromatismo sessuale. Le femmine presentano livrea nerastra sulla testa, dove è presente un sopracciglio bruno-arancio, e dello stesso colore sono la gola, il petto, il ventre e il sottocoda, questi ultimi con le penne orlate di scuro a dare un effetto marmorizzato: il dorso, le ali e la coda sono di un caldo color nocciola. Il maschio presenta invece piumaggio interamente nero sericeo su tutto il corpo: fanno eccezione la gola, il petto, le penne centrali della coda, la fronte e il vertice, che sono di colore azzurro-verdastro brillante iridescente, mentre su tutta l'area ventrale sono presenti iridescenze verde-azzurre sui bordi delle penne, e che su ali e coda divengono purpureo-violacee. L'interno della bocca è giallo vivido: in ambedue i sessi gli occhi sono di colore bruno, mentre zampe e becco sono neri.

## Distribuzione e habitat
L'uccello fucile del paradiso è una delle due specie di uccelli del paradiso endemiche dell'Australia, assieme al congenere uccello fucile del Victoria: in particolare, questa specie è diffusa lungo la fascia costiera dell'isola, grossomodo nell'area compresa fra la regione di Bundaberg e i dintorni di Newcastle, fatto questo che lo rende l'uccello del paradiso dall'areale più meridionale .
L'habitat di questi uccelli è rappresentato dalle aree boscose di foresta subtropicale e temperata: essi si spingono anche nelle aree di boscaglia densa a sclerofille e in zone più secche, a pattoche vi sia una cospicua copertura vegetale arborescente.

## Biologia

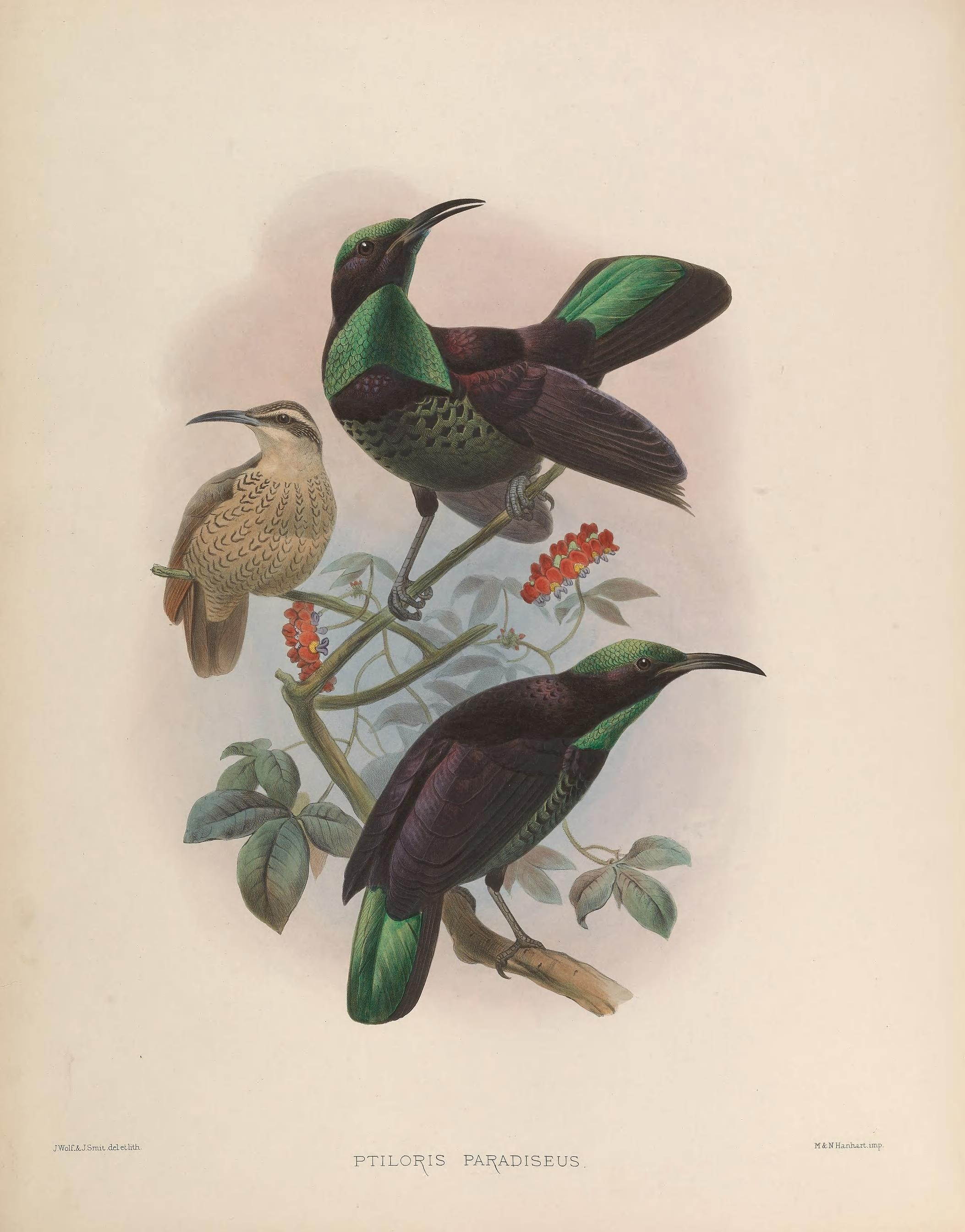
Illustrazione di Elliot.

Si tratta di uccelli dalle abitudini diurne ed essenzialmente solitarie, che tuttavia possono riunirsi anche in piccoli gruppi in corrispondenza di fonti di cibo particolarmente abbondanti.

### Alimentazione
Gli uccelli fucile del paradiso basano la propria alimentazione su frutta e piccoli animali, nutrendosi principalmente di capsule e insetti o altri artropodi, sebbene non siano ancora note le esatte percentuali di assunzione dell'una o dell'altra componente dell'alimentazione di questi uccelli.

### Riproduzione
La stagione riproduttiva va da agosto a gennaio. I maschi sono poligini, e si esibiscono in parate individuali atte ad attrarre a sé il maggior numero di femmine con le quali accoppiarsi: per fare ciò, il maschio si posiziona su un posatoio isolato emettendo un apposito richiamo, ed al sopraggiungere di un'eventuale femmina mantiene le ali ben alte sopra la testa a formare una mezzaluna, tenendo proprio la testa ben sollevata verso l'alto e muovendola da un'ala all'altra mentre si dondola sulle zampe, al fine di rendere il più evidente possibile l'iridescenza verde-azzurra di gola e petto.
Dopo l'accoppiamento, il maschio torna ad esibirsi, mentre la femmina si sobbarca interamente l'evento riproduttivo: è lei, infatti, a costruire il nido, a covare le uova e ad occuparsi dei pulli fino alla loro indipendenza.